# 圖書館推廣服務
推廣服務是讀者服務的延伸，也就是將圖書館的服務地域、服務項目以及服務對象加以推廣，以吸引更多的讀者充分利用圖書館提供的各項服務。

## 推廣服務的內容
推廣服務的內容可分為三個面向：
1.服務地域的推廣
將圖書館的服務自所在地向外推廣，如設立分館小型圖書室、服務站、圖書巡迴車、巡迴文庫等。使路途遙遠、不方便到圖書館的讀者也能享受到圖書館的服務。
2.服務項目的推廣
旨在推展圖書館的各項服務，使館藏資源能為更多人使用，其內容包括：演講、展覽、音樂欣賞、影片欣賞、研習會、競賽活動（如徵文比賽）、讀書會等。
3.服務對象的推廣
將圖書館的服務由一般讀者（通常為成年人），推及到兒童、青少年、老年人、病殘者、受刑人等，這些對象較之一般成人讀者，各有其特殊背景與需要，圖書館宜針對不同對象，設計各種適宜的服務。

## 推廣服務應遵循的原則和服務態度
章以鼎在『談圖書館推廣服務』一文中，認為推廣服務應遵循的原則服務態度有六：
1.因時、因地、因人置宜，推行各項服務。
2.發揮整體力量、和衷共濟、團結無間。
3.重質不重量。
4.充分利用社會資源。
5.重視宣傳。
6.犧牲奉獻、突破困難。

## 公共關係與圖書館推廣服務
公共關係的重要性以日漸被政府機關與民間機構所發覺及重視。許多機關開始成立公關部及延攬公關人才，概因公共關係影響業務的推廣相當大，在圖書館的推廣上也亦然。

## 資料來源
許璧珍（民79）。圖書館推廣業務概論。台北市，台灣學生書局。
國立編譯館（民84）。圖書館學與資訊科學大辭典。台北：漢美圖書有限公司。
臺北市立圖書館（民92）。臺北市立圖書館推廣活動彙編。台北市，臺北市立圖書館。